# 賈許·唐納森
約書亞·亞當·唐納森（英語：Joshua Adam Donaldson，1985年12月8日—）是前美國職棒大聯盟的三壘手，生涯曾待過運動家、藍鳥、印地安人、勇士、雙城、洋基與釀酒人等隊。

## 早年
唐納森出生於佛羅里達州的彭薩科拉，並就讀奧本大學。

## 職業生涯

### 小聯盟時期
唐納森在2007年的選秀被芝加哥小熊隊選中，2008年被交易到奧克蘭運動家隊。

### 大聯盟時期
唐納森在2010年4月升上大聯盟，並在2014年被選入生涯第一場全明星賽，之後獲得防守聖經獎。
2014年11月，唐納森被交易到多倫多藍鳥隊。唐納森是2015年美聯打點王，並是該年全明星賽的美聯先發三壘手。
2018年8月31日，唐納森被交易到克里夫蘭印地安人隊。
2018年11月26日，與勇士隊簽下一年23,000,000美元的合約。他在2019年的打擊三圍是2成59／3成79／5成21，有37支全壘打，94分打點。在防守端，他的DRS15分是國聯三壘手最佳。攻守皆回春的表現，使他獲得該年的國聯東山再起獎。
2020年1月22日，與雙城隊議定4年92,000,000美元合約。他在2020年縮水賽季（應賽60場）僅出戰28場，有6支全壘打，11分打點。2021年5月29日，他得到了大聯盟史上的第2,000,000分。
2022年3月13日，被交易至紐約洋基隊。他在8月17日擊出了一發致勝再見滿貫砲，隊史第三人。

## 外部連結
- 球員資訊和成績在MLB，ESPN，Baseball-Reference，Fangraphs（英文）